# Eduard Feireisl
Eduard Feireisl (Kladno, 16 de dezembro de 1957) é um matemático tcheco.
Feireisl estudou matemática a partir de 1977 na Universidade Carolina em Praga, onde bacharelou-se em 1982, obtendo um doutorado em 1986 no Instituto de Matemática da Academia de Ciências da Tchecoslováquia, orientado por Vladimír Lovicar, com a tese Kritische Punkte nicht-differenzierbarer Funktionale: Existenz von Lösungen von Problemen der mathematischen Elastizitätstheorie (em tcheco)). Permaneceu no Instituto de Matemática (membro a partir de 1988), obteve a habilitação em 1999, em 2009 foi docente da Universidade Carolina, onde foi em 2011 professor pleno.
Foi palestrante convidado do Congresso Internacional de Matemáticos em Pequim (2002: The dynamical systems approach to the equations of a linearly viscous compressible barotropic fluid).

## Obras
- Dynamics of viscous compressible fluids, Oxford UP 2004
- com Dominic Breit, Martina Hofmanová: Stochastically forced compressible fluid flows, De Gruyter 2018
- com Antonín Novotný: Singular Limits in Thermodynamics of Viscous Fluids, Birkhäuser 2017
- com Karper Trygve, Pokorný Milan: Mathematical Theory of Compressible Viscous Fluids: Analysis and Numerics, Birkhäuser 2016
- com John M. Ball, Felix Otto: Mathematical thermodynamics of complex fluids: Cetraro, Itália 2015, Lecture notes in mathematics 2200, Springer 2017
- com Pražák Dalibor: Asymptotic behavior of dynamical systems in fluid mechanics, American Institute of Mathematical Sciences 2010
- Editor com Constantine Dafermos: Handbook of differential equations: Evolutionary equations, Elsevier 2004
- Dynamical systems approach to models in fluid mechanics, Russian Mathematical Surveys, Volume 69, 2014, p. 331–357
- Asymptotic analysis of the full Navier–Stokes–Fourier system: From compressible to incompressible fluid flows, Russian Mathematical Surveys, Volume 62, 2007, p. 511–533